# PT-91
PT-91은 폴란드의 주력전차다. T-72M1을 기반으로 개발됐으며 1995년부터 실전배치에 들어갔다.

## 같이 보기
- T-72
- M-84
- T-84
- 96식 전차
- C-1 아리에떼

틀:현용 3세대 전차